# Podolí (Praha)
Podolí je městská čtvrť a katastrální území v městské části Praha 4. Je zde evidováno 76 ulic a 1147 adres. Žije zde okolo 14 tisíc obyvatel. Název čtvrti je odvozen od umístění v údolí řeky.
V Podolí se odehrává část děje pověsti o Bivojovi.
První zmínka o obci Podolí pochází z listiny krále Přemysla Otakara I. z 16. prosince 1222. V té době se zde nacházel dvůr a přívoz vyšehradské kapituly a nedaleko leží osada Dvorce. Součástí Velké Prahy se Podolí stalo 1. ledna 1922. Společně s Braníkem a Hodkovičkami tvořily čtvrť Praha XV. 
Hlavními krajinnými dominantami Podolí jsou Kavčí hory a řeka Vltava. Mezi hlavní stavební dominanty náleží Podolská vodárna, Plavecký stadion, kostel sv. Michaela archanděla, Ústav pro péči o matku a dítě a budova České televize.

## Charakteristika
Podolí je malá městská čtvrť nacházející se na pravém břehu Vltavy. Na jihu (původně samostatná ves Dvorce) sousedí s Braníkem, na severu se nachází Vyšehrad (v Praze 2, viz snímek, který je pořízen z vyšehradské vyhlídkové terasy), na levém břehu Vltavy na západě se nachází Smíchov, na východě pak na kopci místní čtvrť Pankrác, která spadá pod Nusle, a Krč v Praze 4. Tunel pro pěší propojuje pod vyšehradským bastionem (bezejmennými rohatkami proti Nuslím) Podolí v Praze 4 přímo s Nuselským údolím v Praze 2.

### Nedvědovo náměstí
Centrem městské čtvrti je Nedvědovo náměstí, které sousedí s Podolskou vodárnou. Dominantou náměstí je budova základní školy, před níž se nachází pomník bojovníkům pražského povstání. V roce 2025 prošlo náměstí rozsáhlou rekonstrukcí.  Při výkopových pracích souvisejících s rekonstrukcí byly v prosinci 2024 nalezeny kosterní pozůstatky několika osob.

## Historie Podolí

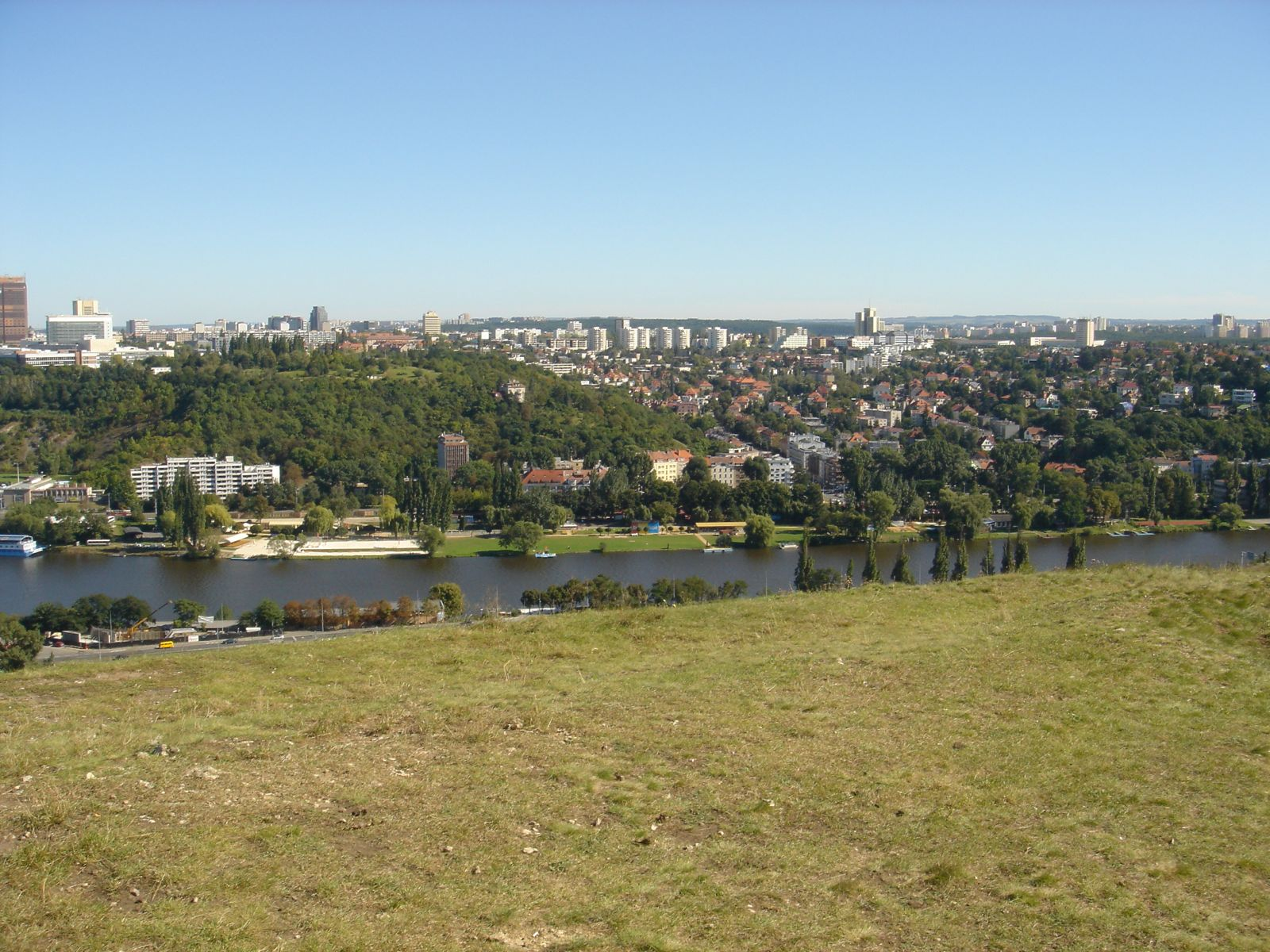
Kavčí hory z Děvína

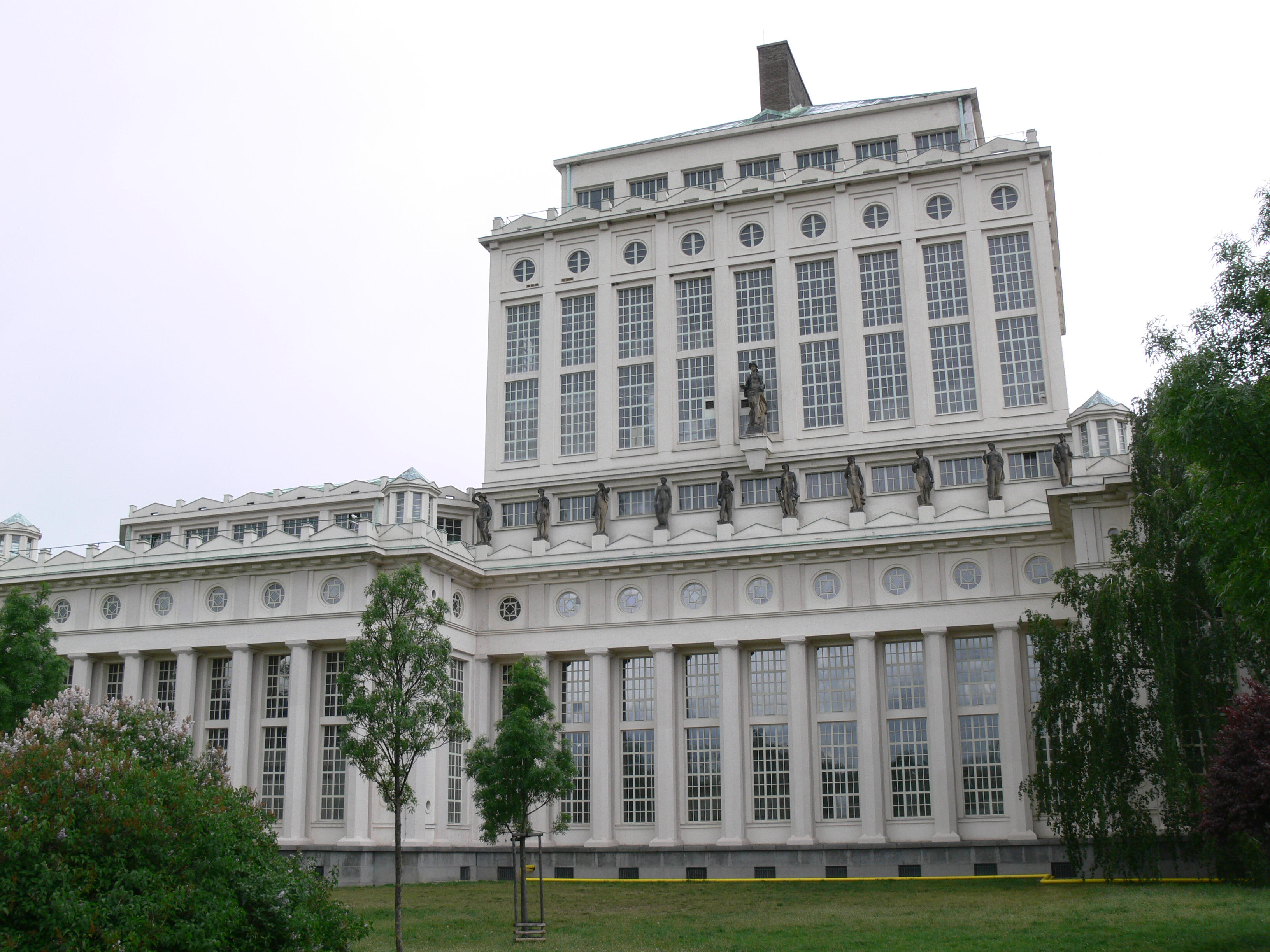
Podolská vodárna

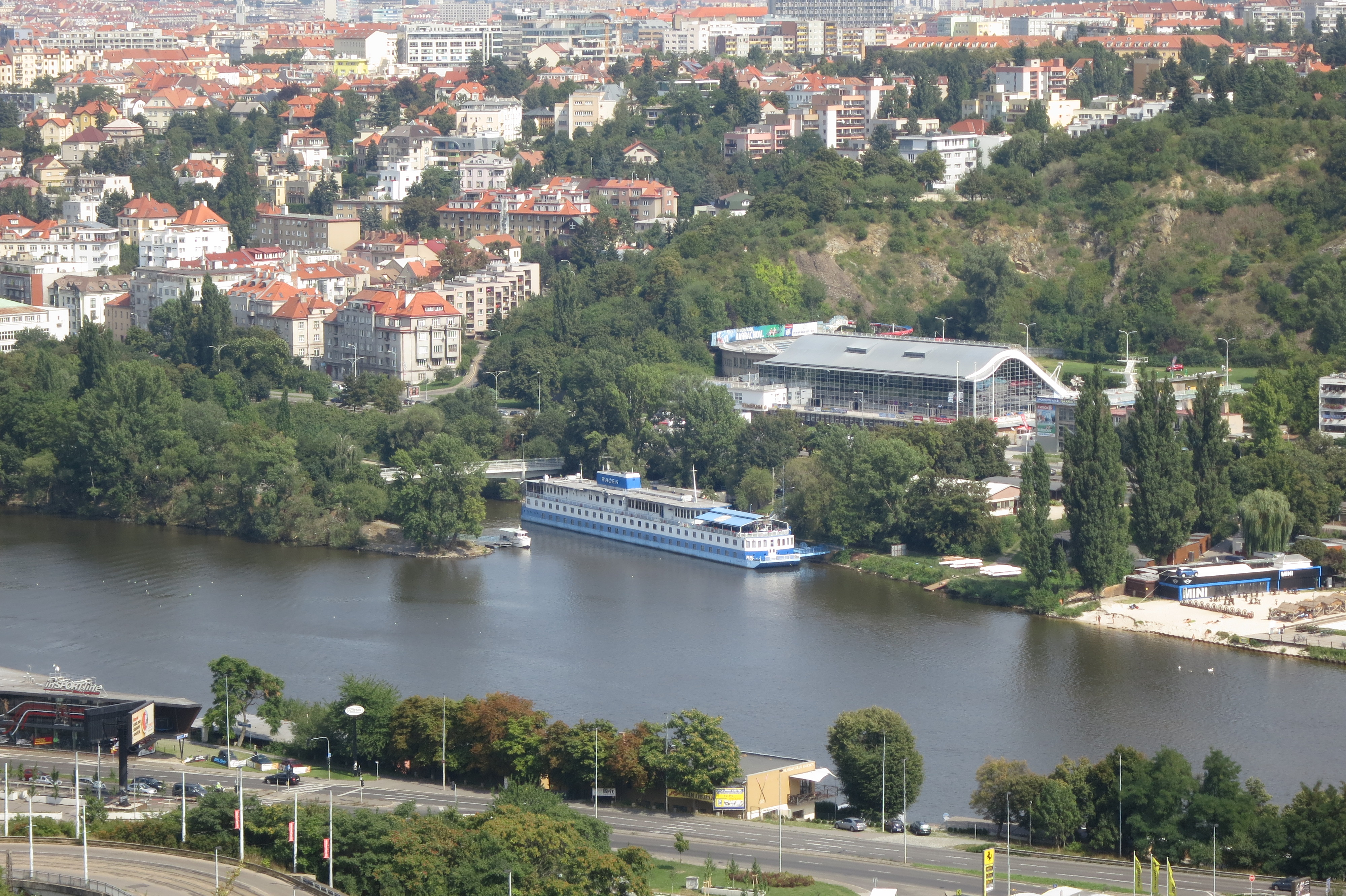
Plavecký stadion Podolí, Přírodní památka Podolský profil, část Veslařského ostrova a vilová zástavba v Podolí

Podolí (dříve Podol) se jako samostatná osada s kostelem sv. Michaela archanděla poprvé uvádí v zakládací listině královské kapituly na Vyšehradě roku 1222, kdy kapitula měla v Podolí dvůr, k němuž patřily vinice na okolních stráních. Ve 14. století vedle kapituly vlastnilo část osady pražské proboštství a také královna Eliška Přemyslovna.
V průběhu 14. století byli Podolští známí tím, že překupovali dřevo, které se plavilo po Vltavě do Prahy. Tato činnost byla opakovaně zakazována, jak staroměstskou radou, tak králem Janem Lucemburským. V daném období se na podolských svazích, od Vyšehradu i od Pankrácké pláně, zakládaly vinice. Osadu Dvorce v té době tvořilo několik dvorů, vinic a les. Roku 1400 vyšehradská kapitula potvrzuje, že se vinice v Podole pod horou Vyšehradem stala majetkem Duchka z Podola. 
V první polovině 15. století, po bitvě u Vyšehradu, byly podolské vinice a zahrady zpustošeny. Majetek vyšehradské kapituly převzali pražští měšťané. Roku 1446 byl zasvěcen místní kostel sv. Michaelovi. Z té doby jsou také první zmínky o těžbě vápence na Kavčí skále. Na konci 15. století získala vyšehradská kapitula zpět svůj podolský majetek. V následujícím století se vlastníci majetku v Podolí značně střídali. V roce 1605 bylo v Podolí třicet domů a patnáct na Dvorcích.
V roce 1713 byla v Podolí založena škola. Od 80. let 18. století se rozšířila výroba vápna. Roku 1783 bylo v Podole 50 domků, jež obývali zelináři, zahradníci a rybáři. V té době byly k Podolí připojeny Dvorce. Od roku 1856 mělo Podolí vlastní farnost. Místní obyvatelé se živili jako zahradníci, zelináři, rybáři, košíkáři nebo tkalci. Další práci poskytovala výroba staviva, pila či cihelna. Podolí se postupně proslavilo těžbou vápence a výrobou vápna. V 19. století zde byly čtyři vápenky a cementárna. Podolská vodárna byla zdrojem vody pro Prahu i město Vinohrady. Podolí bylo také oblíbeným výletním místem pro Pražany.
Pro rozvoj Podolí byla důležitá výstavba Podolského nábřeží a Vyšehradského tunelu, který byl dokončen v roce 1905. V roce 1911 stálo v Podolí přes 200 domů a žilo zde přes 4 tisíce obyvatel.
V roce 1922 se Podolí stalo součástí Velké Prahy. V následujících letech byl vystavěna nová vodárna a také podolská sokolovna. V tomto období se charakter Podolí měnil. Došlo k výstavbě rodinných domů, vil a činžovních domů. Výstavba pokračovala i po druhé světové válce. V šedesátých letech byl postaven Plavecký stadion Podolí, na počátku sedmdesátých let Televizní středisko Kavčí hory.
Během srpnové okupace, 24. srpna 1968 byli na Podolském nábřeží příslušníky sovětské okupační armády zastřeleni dva patnáctiletí studenti, Karel Paríšek a Karel Němec. Tuto událost připomíná pamětní deska s jejich jmény a portréty na domě na Podolském nábřeží čp. 14, u Podolské vodárny, naproti Veslařskému ostrovu.

## Významné objekty
- Kostel sv. Michaela archanděla – je uváděn již v roce 1222 a náleží k nejstarším kostelům v Praze. V písemnostech z roku 1330 je zmiňována původní románská kaple, z roku 1367 se dochovala zpráva o existenci samostatné fary s duchovním správcem. Správa kostela původně náležela vyšehradské kapitule, a to až do roku 1782, kdy byla zřízena duchovní správa v Michli, ke které patřila i podolská farní osada. Od roku 1856 je farním kostelem se samostatnou duchovní správou pro Podolí a Dvorce a do roku 1907 byl také farním kostelem pro Braník. Při kostele stojí zvonice ze 17. století, ve které visí starý zvon z roku 1482 ke cti Matky Boží a Všech svatých a dva nové zvony Michael a Jan Nepomucký z roku 1993.[10]
- Podolská vodárna – významná technologická stavba zajišťující dodávku vody mnoha domácnostem v Praze ze Želivky (původně určená pro výrobu pitné vody pocházející přímo z řeky Vltavy)
- Plavecký stadion – místo vhodné pro aktivní sport i rekreaci Pražanů
- Ústav pro péči o matku a dítě – renomovaná nemocnice s porodnicí (na obrázku úplně vlevo těsně pod Vyšehradem)
- Veslařský ostrov – místo vhodné pro sportovní aktivity provozované na Vltavě, zejména pro veslování, rychlostní kanoistiku a jachting
- Podolský přístav – malý říční přístav pro sportovní plavidla
- Dvorce – mimo sportovní účely (tenisové dvorce) též přestupní stanice mezi tramvají a autobusy
- Žluté lázně – říční plovárna naproti tenisovým dvorcům v části Dvorce
- Hvězdárna v Praze-Podolí – pozůstatky soukromé hvězdárny Františka Fischera fungující v letech 1924–1966
- Podolská cementárna – zaniklý průmyslový areál v bývalém vápencovém lomu
- Ředitelská vila Podolské cementárny – v ulici Podolská

## Zajímavé okolní objekty
- Císařská louka – velký ostrov na protějším břehu řeky Vltavy spadající pod městskou část Smíchov
- Kavčí hory – areál České televize nacházející se na kopci nad řekou přímo nad Plaveckým stadionem, převážná většina tohoto televizního areálu se nachází přímo na území Podolí, zbytek pak v Nuslích. Hranice mezi katastry Podolí a Nuslí zde vede budovou zvanou „Rohlík“.
- Vyšehradský tunel pod vyšehradskou skálou pro silniční a tramvajovou dopravu i pro chodce spojující Podolí v Praze 4 a Podskalí v Praze 2 (Výtoň na katastru Vyšehradu)

## Doprava
V rámci MHD je místní páteřní tramvajová trať vedená po pravém břehu Vltavy od Vyšehradu směrem do Braníka a Modřan, tvoří ji linky č. 2, 3, 17, 27, 21 a noční 92. V zastávce Dvorce má svoji konečnou zastávku také linka autobusu 134, dříve zde dlouhá léta končící linka 118 nyní (2019) končí v zastávce Smíchovské nádraží. V letech 1949–1967 tudy (vyšehradským tunelem) vedla i trolejbusová linka z pražské Pankráce (od továrny JAWA Nusle) až na Václavské náměstí, která byla po zrušení nahrazena autobusy.

## Fotogalerie

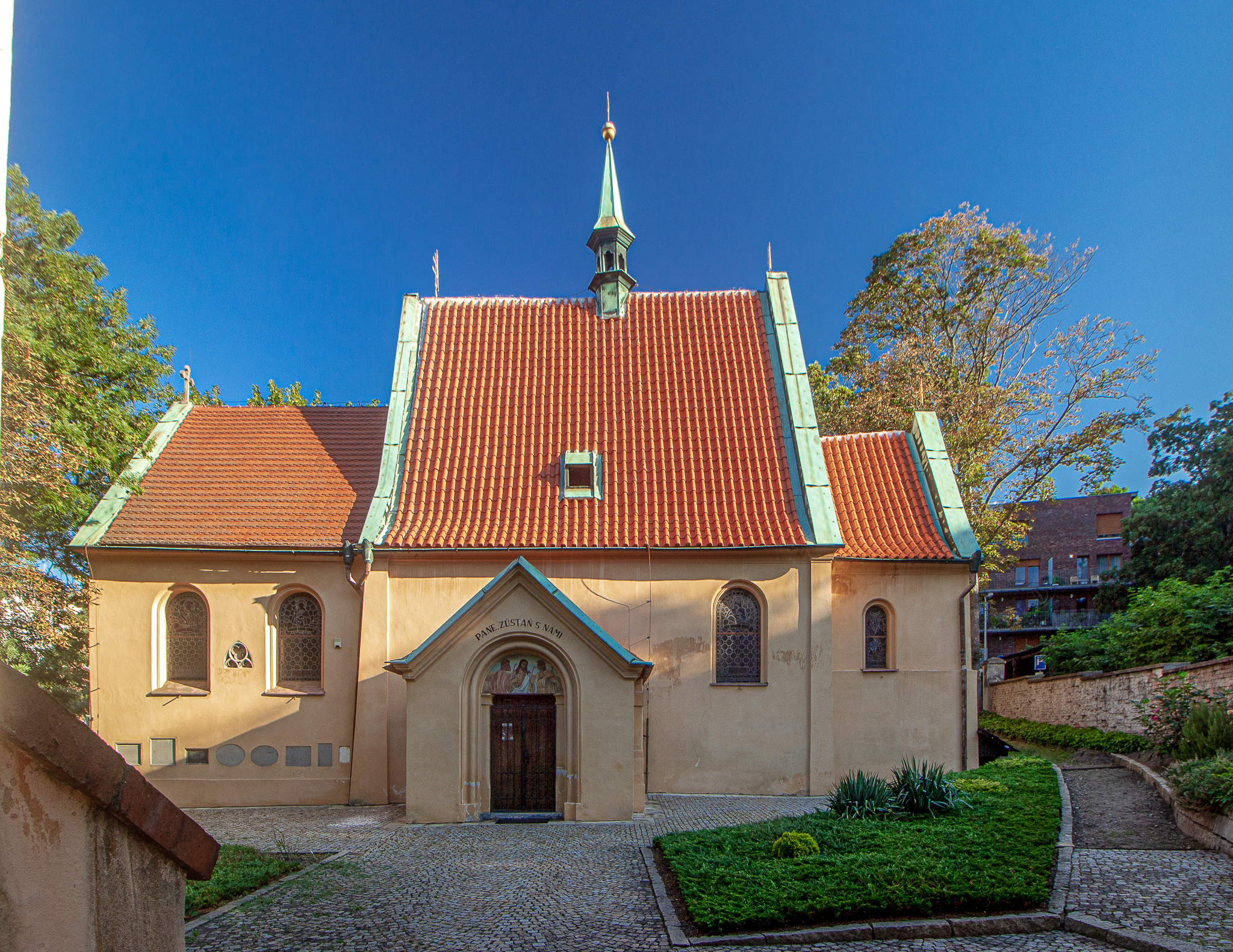
Kostel sv. Michaela archanděla
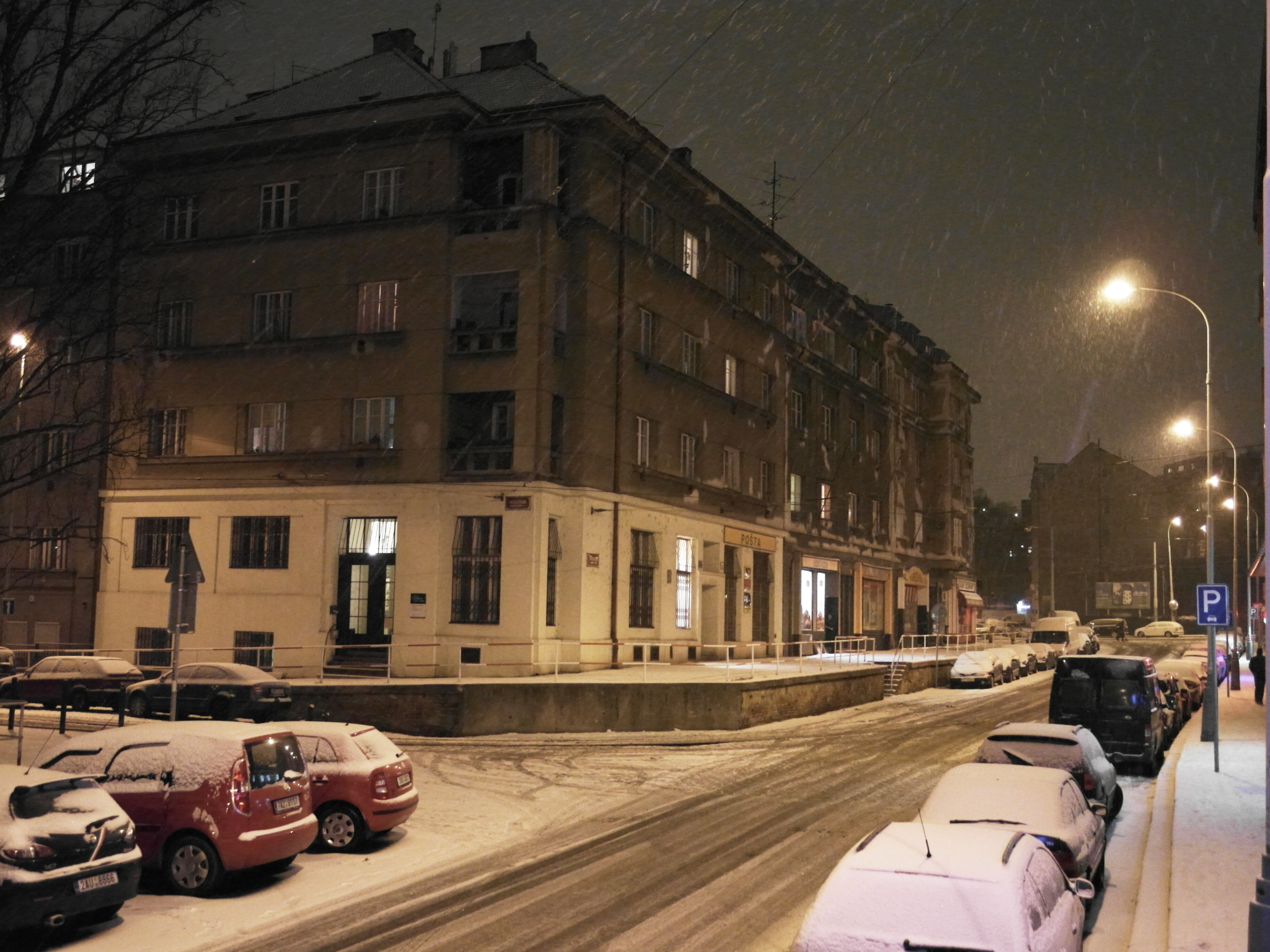
Roh ulic Podolská a Vodárenská
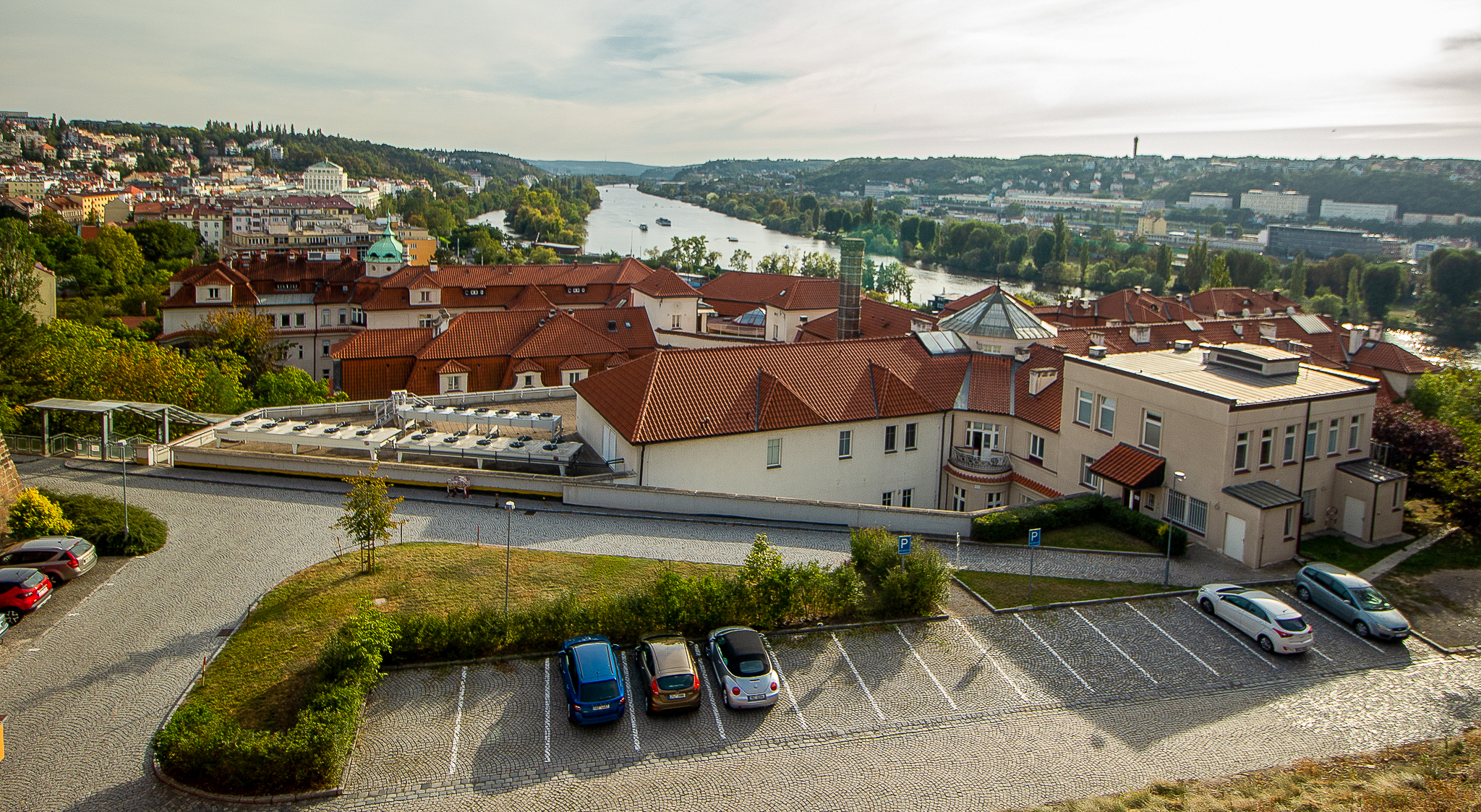
Ústav pro péči o matku a dítě, lidově Podolská porodnice
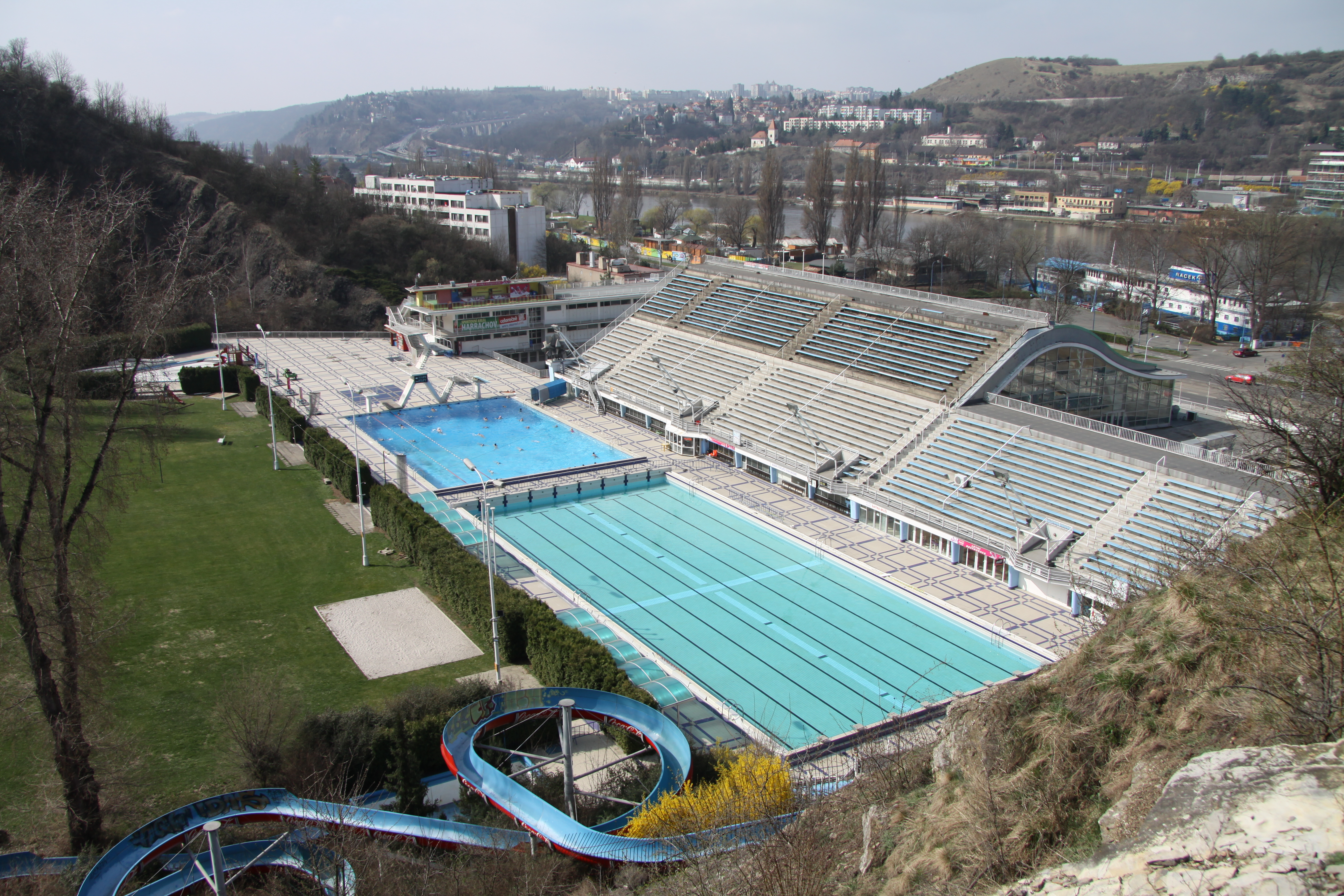
Plavecký stadion Podolí
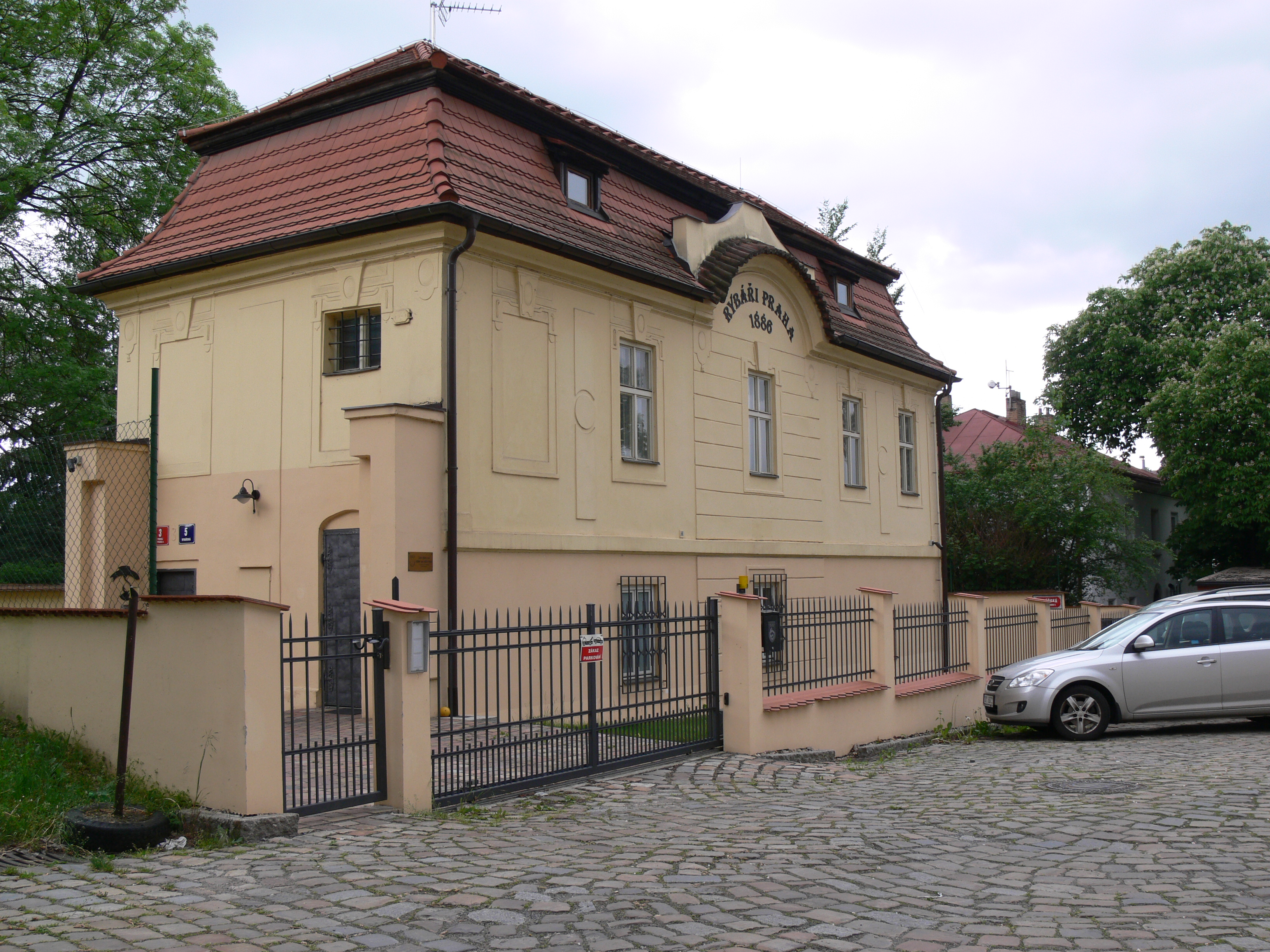
Barokní předměstský dům
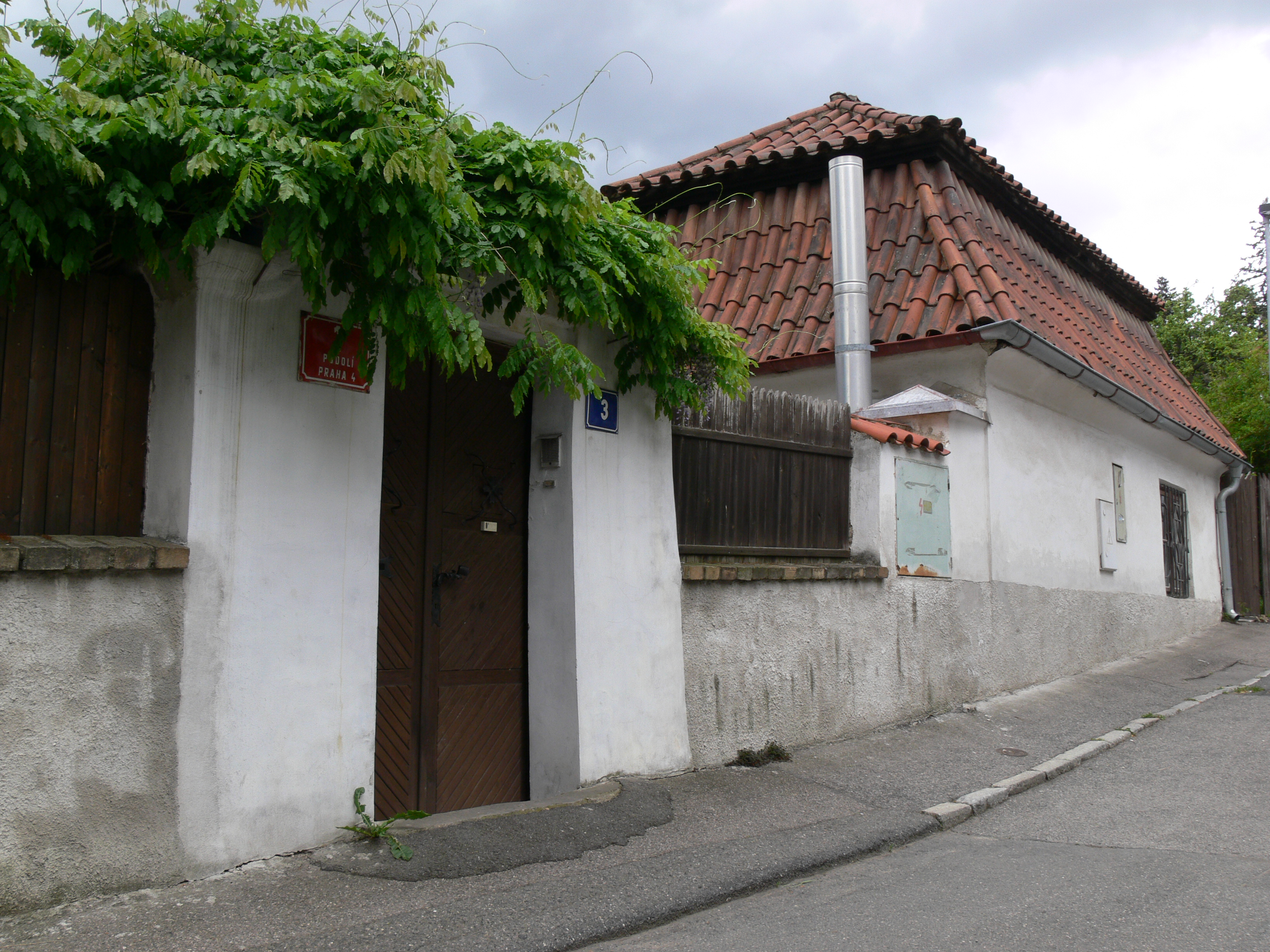
Katovna
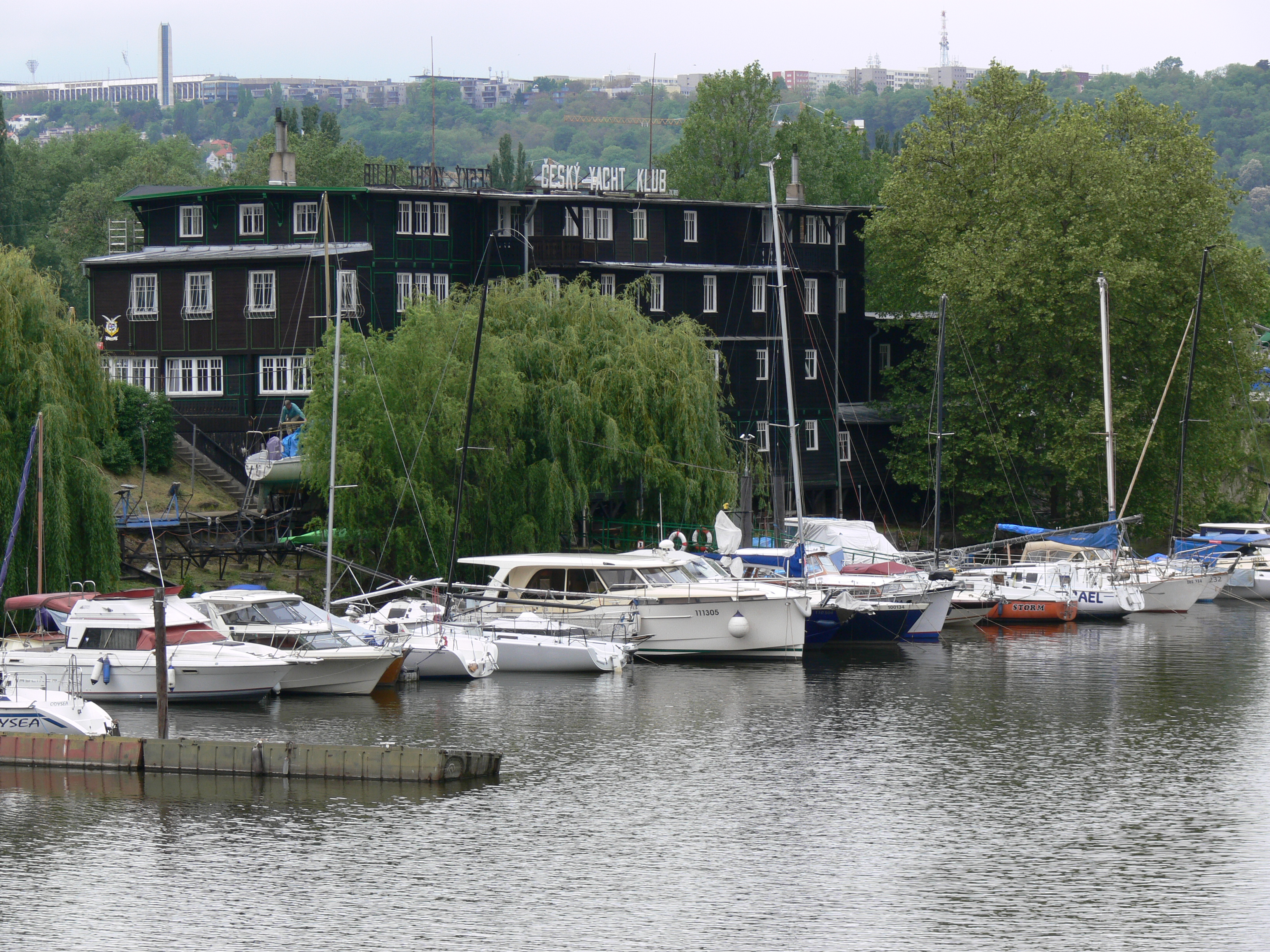
Český yacht klub